# 長沢楽浪
長沢 楽浪（ながさわ らくろう）は、下野宇都宮藩の藩士。
下総佐倉藩200石の藩士である長沢粋庵の次男。元禄14年（1701年）に戸田忠真の越後高田藩移封に従い移住する。だが宝永4年（1707年）、疱瘡が原因で9歳で失明した。宝永7年（1710年）に忠真が宇都宮藩に移封されると、それに従って移住した。翌年から江戸に出て勉学に励み、享保4年（1719年）に朝鮮通信使が来日したときには使節と詩文を交わしたり対話したという。
寛延2年（1749年）に戸田忠余が肥前島原藩に移封されると、それに従う。この頃には20人扶持となっていた。安永3年（1774年）に戸田忠寛が宇都宮に移封されると、それに従って宇都宮に移住。5年後に宇都宮城内の武家屋敷で死去した。享年81。
朝鮮語が堪能な文化人であり、著書にも「経史」・「詩文篇王道内外編」・「論語俗界」など多数ある。